# Política Exterior i de Seguretat Comuna
La Política Exterior i de Seguretat Comuna (CFSP, sigles en anglès) és una política de la Unió Europea sobre afers exteriors, seguretat, defensa i acció diplomàtica. Tan sols es refereix a una part de les Relacions internacionals de la Unió Europea, que inclouen principalment els àmbits de Comerç i Política Comercial i altres àrees com el finançament a països tercers, etc. Aquesta política és la segona dels tres pilars de la Unió Europea tal com estableix el Tractat de Maastricht del 1992. Les decisions requereixen la unanimitat dels estats membres al Consell de la Unió Europea. La PESC està dirigida per l'Alt Representant de la Unió per a Afers Exteriors i Política de Seguretat, càrrec actualment ocupat per Josep Borrell.